# Blackfish
Blackfish è un film documentario del 2013 diretto da Gabriela Cowperthwaite.
Il documentario racconta la drammatica storia dell'orca Tilikum del parco acquatico SeaWorld di Orlando in Florida, che nella sua più che trentennale vita in cattività ha ucciso diverse persone. La regista Gabriela Cowperthwaite, attraverso filmati e interviste inedite, esplora la natura di queste creature, il modo in cui vengono trattate in cattività e la vita dei loro addestratori, lanciando un grido di denuncia contro i maltrattamenti che questi mammiferi marini subiscono dall'industria dell'intrattenimento dei parchi acquatici marini.

## Trama
Il documentario ricostruisce le vicende di Tilikum, un'orca coinvolta nella morte di tre persone, e le conseguenze del mantenimento in cattività di questi mammiferi marini. Viene documentata la cattura di Tilikum nel 1983 al largo delle coste dell'Islanda, gli attacchi subiti dal cetaceo durante la cattività da parte delle altre orche, che avrebbero contribuito alle successive aggressioni agli esseri umani, la prigionia e i crudeli addestramenti a cui questi animali vengono sottoposti.
Tilikum uccide per la prima volta nel 1991 l'addestratrice Keltie Byrne della struttura di Sealand of the Pacific che, dopo essere accidentalmente scivolata sul bordo della vasca delle orche, viene afferrata per il piede da Tilikum e trascinata in acqua. Tilikum e altre due orche femmine attaccano la donna trascinandola più volte in fondo alla vasca fino a provocarne la morte per annegamento. Nel gennaio del 1992 Tilikum viene trasferito al SeaWorld di Orlando. Nella sua stessa vasca nell'estate del 1999 vengono ritrovati i resti di un uomo, che l'autopsia rileverà morto per annegamento dopo essersi introdotto nottetempo nel parco acquatico, entrando poi nella vasca dell'orca.
Nel 2010 avviene il terzo incidente che rende il cetaceo noto all'opinione pubblica. Al termine di uno spettacolo Tilikum afferra l'esperta addestratrice Dawn Brancheau e la trascina nell'acqua provocandone l'annegamento. La versione ufficiale del parco acquatico fu che l'istruttrice fu trascinata in acqua per i capelli racchiusi in una lunga coda di cavallo, facendo così ricadere indirettamente la responsabilità dell'incidente sulla donna, mentre molti testimoni oculari tra il pubblico e gli addestratori riferirono che la donna fu afferrata per l'avambraccio.
La regista Cowperthwaite si concentra anche sulle affermazioni di SeaWorld in merito alla durata delle vita delle orche in cattività paragonabili a quelle in natura, in genere 30 anni per i maschi e di 50 anni per le femmine, un'affermazione che il film sostiene falsa, essendo tale durata molto più lunga e paragonabile a quelle dell'essere umano. Attraverso interviste esclusive, gli ex addestratori di SeaWorld raccontano le loro esperienza con Tilikum e le altre orche in cattività e la pressione esercitata dall'industria dei parchi acquatici capaci di sacrificare assieme ai diritti degli animali la sicurezza delle persone.

## Sviluppo
Cowperthwaite ha iniziato a lavorare sul film dopo la morte nel 2010 di Dawn Brancheau, l'addestratrice dell'orca Tilikum, in risposta a dichiarazioni quale quella relativa al fatto che l'animale avesse aggredito la donna perché aveva i capelli raccolti in una coda di cavallo e di come il potere di persuasione del marketing convinse molte persone a ritenere vero quello strano fatto successivamente confutato.

## Distribuzione
Il film è stato presentato al Sundance Film Festival il 19 gennaio 2013, e subito acquistato da Magnolia Pictures e CNN Films per una più ampia distribuzione.

## Accoglienza

### Critica
Blackfish ha ottenuto pareri e recensioni molto positive dalla maggior parte dei critici, tanto che il sito aggregatore di recensioni Rotten Tomatoes ha registrato un indice di gradimento del 98%, con un punteggio medio di 8 su 10 basato su 120 recensioni. Il parere riportato sul sito definisce “Blackfish un documentario aggressivo e appassionato che cambierà il modo di guardare le esibizioni delle orche”. Su Metacritic il film ha ottenuto un punteggio medio di 83 su 100, basato su 33 recensioni.

### Incassi
In 14 settimane di programmazione il film ha incassato sul mercato nazionale 2.073.582 dollari.

### Reazione degli addestratori
Bridgette Pirtle, ex addestratrice di SeaWorld, ha dichiarato che inizialmente riteneva che il film sarebbe stato più rispettoso della memoria di Dawn Brancheau, più comprensivo della vita degli addestratori di orche e che avrebbe riconciliato sulla vicenda. Le conclusioni del film, ha aggiunto, sono state un completo ribaltamento rispetto a quello che le era stato inizialmente presentato. Bridgette Pirtle in precedenti dichiarazioni aveva elogiato la regia del film e sostenuto il suo messaggio.
Mark Simmons, uno dei primi addestratori di Tilikum, in una intervista ha affermato che il film è stato magistralmente intessuto di menzogne e disinformazione e quel tanto che basta di verità per essere convincente. Ha asserito che sono state usate solo piccole parti dell'intervista da lui rilasciata in modo da risultare coerenti con quello che il film voleva dimostrare.
Michael Scarpuzzi, vicepresidente per le operazioni zoologiche e addestratore del SeaWorld di San Diego, ha affermato che il film utilizza la morte di Dawn Brancheau e altri particolari macabri non con lo scopo di informare il pubblico, bensì per finalità sensazionalistiche. Scarpuzzi ha dichiarato che Blackfish non dà nessuna informazione in merito agli aggiornamenti introdotti nella cura delle orche, nelle esibizioni e negli addestramenti né dei cambiamenti delle strutture e delle attrezzature.
Nel mese di gennaio 2014 la famiglia dell'addestratrice Dawn Brancheau ha dichiarato che né loro né la fondazione che porta il suo nome sono affiliati con il film, e che non ritengono che il film rifletta accuratamente Dawn Brancheau e le sue esperienze.